# اتصالات تصاعدية
الاتصالات التصاعدية هي عملية تدفق المعلومات من المستويات الأدنى في أي تسلسل هرمي إلى المستويات الأعلى. ولقد أصبح هذا النوع من الاتصالات أكثر شيوعًا في المؤسسات، حيث أصبحت الأشكال التقليدية من الاتصالات أقل شعبية. وتعمل أنواع المؤسسات الأكثر تقليدية مثل أي تسلسل هرمي على وضع الناس في رتب منفصلة.
تساعد الاتصالات التصاعدية الموظفين في التعبير عن متطلباتهم وأفكارهم ومشاعرهم، وبالنسبة للإدارة العليا، تعد الاتصالات التصاعدية مصدرًا هامًا للمعلومات عند اتخاذ قرارات العمل، فهي تساعد في تنبيه الإدارة العليا بما يتعلق بمتطلبات التغيير في أي مؤسسة. وتعد الاتصالات التصاعدية مساهمًا أساسيًا في إعادة تصميم الأعمال الإدارية في الكثير من المؤسسات.
تستخدم الاتصالات التصاعدية على نطاق واسع هذه الأيام كجزء من سياسة الإبلاغ عن المخالفات في العديد من المؤسسات. بموجب سياسة الإبلاغ عن المخالفات، يُسمح لكل موظف بالاتصال مباشرة بالإدارة العليا فيما يتعلق بالأمور التي تتطلب الفحص وتوخي الحذر. ومن ثم، فإنها تستخدم كأداة لمنع الاحتيال كذلك.